# 大凯恩 (路易斯安那州)
大凯恩（英語：Grand Cane），是美国路易斯安那州下属的一座村镇。根据2010年美国人口普查，该市有人口242人。建置上，属于“village”。